# Auning
Auning es una localidad situada en el municipio de Norddjurs, en la región de Jutlandia Central (Dinamarca), con una población estimada a principios de 2012 de unos 2810 habitantes.
Se encuentra ubicada al norte de la península de Djursland, a poca distancia al este de la ciudad de Randers, junto a la costa del mar Báltico.